# Penhow Castle
Penhow Castle är ett slott i Storbritannien.   Det ligger i kommunen Newport och riksdelen Wales, i den södra delen av landet, 190 km väster om huvudstaden London. Penhow Castle ligger 49 meter över havet.
Terrängen runt Penhow Castle är platt söderut, men norrut är den kuperad.  Närmaste större samhälle är Newport, 11,7 km väster om Penhow Castle. 